# Ellen Wilkinson
Pour les articles homonymes, voir Wilkinson.
Ellen Cicely Wilkinson, née le 8 octobre 1891 à Chorlton-on-Medlock, Manchester et morte le 6 février 1947 à Paddington, à Londres, est une femme politique et écrivaine britannique. Elle est surtout connue pour avoir été l'une des premières femmes députées au Royaume-Uni, pour avoir été ministre de l'Éducation de 1945 à 1947 au moment de la mise en place de l'État-providence, et pour avoir mené en 1936 la marche de Jarrow contre le chômage, depuis sa circonscription jusqu'à Londres (anglais : Jarrow March). Elle était surnommée « Ellen la Rouge », à la fois pour sa couleur de cheveux et pour ses opinions politiques.

## Jeunesse et éducation
Elle était la troisième de quatre enfants dans une famille ouvrière, méthodiste pratiquante. Son père, né de parents irlandais, était un ouvrier du textile qui devint par la suite employé d'une compagnie d'assurances. Grâce à des bourses au mérite, elle put poursuivre son éducation au-delà du primaire, jusqu'à l'université ; elle étudia l'histoire à l'université de Manchester,.

## Carrière politique

### Débuts
À l'âge de seize ans, en 1907, elle devint membre du Parti travailliste indépendant, dont elle demeura membre jusqu'en 1932. Par la suite, à l'université, elle fut membre de la Société fabienne, ainsi que de l'Union nationale des sociétés pour le suffrage féminin, dont elle devint l'une des figures dirigeantes en 1913. En 1915, elle fut la première femme à devenir organisatrice de l'Union des employés coopératifs (Amalgamated Union of Co-operative Employees), syndicat inter-professionnel,.
En 1920, elle fut l'une des membres fondateurs du Parti communiste de Grande-Bretagne, inspiré par la Révolution russe. L'année suivante, elle participa au congrès fondateur de l'Internationale syndicale rouge à Moscou. En 1923, elle fut élue conseillère municipale à Manchester, en tant que candidate du Parti travailliste. Elle quitta le Parti communiste au début de l'année suivante, et fit sa carrière au sein du parti travailliste, toujours ancrée à la gauche du parti,. Elle maintaint au-dessus de son lit un portrait de Lénine, affirmant que celui-ci lui donnait de l'inspiration.

### Députée
Elle fut élue députée travailliste à la Chambre des communes, représentant la circonscription Middlesbrough est, une circonscription industrielle et ouvrière pauvre à Middlesbrough dans le nord-est de l'Angleterre, aux élections générales britanniques du 29 octobre 1924. Elle devint ainsi l'une des premières femmes à être élue députée au Royaume-Uni, à la suite de l'obtention du droit de vote par les femmes en 1918. Elle siégea aux côtés de seulement trois autres femmes lors de la législature de 1924 à 1929. (Elle avait été précédée notamment par la comtesse Constance Markievicz, élue pour le parti Sinn Féin en 1918 ; par Lady Nancy Astor, élue pour le Parti conservateur lors d'une élection partielle en 1919 ; et par Margaret Bondfield, travailliste, qui fit son entrée au Parlement en 1923 et fut la première femme ministre, ministre du Travail de 1929 à 1931.),,
Députée d'opposition au gouvernement conservateur du premier ministre Stanley Baldwin, elle participa activement à la grève générale de 1926. Réélue députée lors des élections du 30 mai 1929, qui produisirent un Parlement sans majorité, elle s'opposa à la décision du premier ministre travailliste Ramsay MacDonald de former un gouvernement d'unité nationale avec les Conservateurs en 1931. Lors des élections qui suivirent, le 27 octobre 1931, elle fut l'une des nombreux députés travaillistes à perdre son siège.

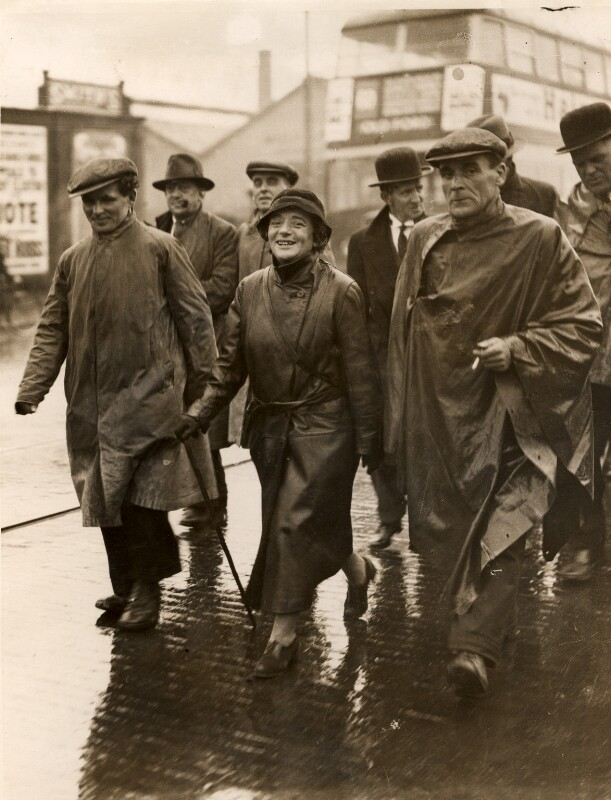
Ellen Wilkinson menant la Marche de Jarrow en 1936.

Aux élections du 14 novembre 1935, elle fit son retour au Parlement, cette fois en tant que députée de la circonscription de Jarrow. La ville de Jarrow, dans le nord-est de l'Angleterre, avait alors, dans le contexte de la Grande Dépression, l'un des taux de chômage les plus élevés du pays. Elle se concentra sur la cause des chômeurs, et, en octobre 1936, elle mena une grande marche de chômeurs depuis Jarrow jusqu'à Londres, déposant une pétition au Parlement. La Marche de Jarrow a été décrite comme « toucha[nt] la conscience d’une nation ». En 1941, le conseil municipal lui remit la plus haute décoration civile de la ville, la remerciant d'avoir eu, en tant que députée, « un soin tout particulier » pour sa circonscription,,,,.
Dénonçant le fascisme en Europe continentale, elle visita l'Espagne après la Guerre civile, participant à des comités de soutien aux républicains. Elle fut également membre de la Commission d'enquête internationale qui se pencha sur l'incendie du Reichstag en 1933.
En 1937, alors députée d'opposition, elle introduisit (seconde tentative, après 1930) une proposition de loi intitulé Hire Purchase Bill, visant à règlementer la pratique de l'« achat-location » (hire purchase). Cette pratique consistait à vendre à des foyers très pauvres des produits tels des vêtements ou des meubles qui seraient payés en plusieurs fois - avec un taux d'intérêt généralement élevé. Environ deux tiers des ventes pendant la crise s'effectuaient par ce mécanisme. Les biens n'appartenaient à l'acheteur qu'après le dernier versement, bien qu'il en ait l'usage à partir du premier. En cas d'incapacité à verser l'un des paiements programmés, le vendeur pouvait reprendre le bien, sans rembourser à l'acheteur les versements précédents. Environ 600 reprises forcées s'effectuaient ainsi chaque jour à travers le pays. En outre, les conditions de vente précises et les taux d'intérêt n'étaient souvent pas portés à l'attention de l'acheteur. La proposition de loi de Wilkinson restreignait les abus, disposant notamment qu'une reprise des biens après paiement d'un tiers ou plus de la somme ne pourrait s'effectuer que sur ordre d'un tribunal, et accompagnée d'un remboursement des sommes versées. Les taux d'intérêt et autres conditions de vente devraient être clairement affichées. La proposition de loi fut adoptée, et décrite par la suite comme « l'une des rares mesures importantes de réforme sociale » des années 1930,.

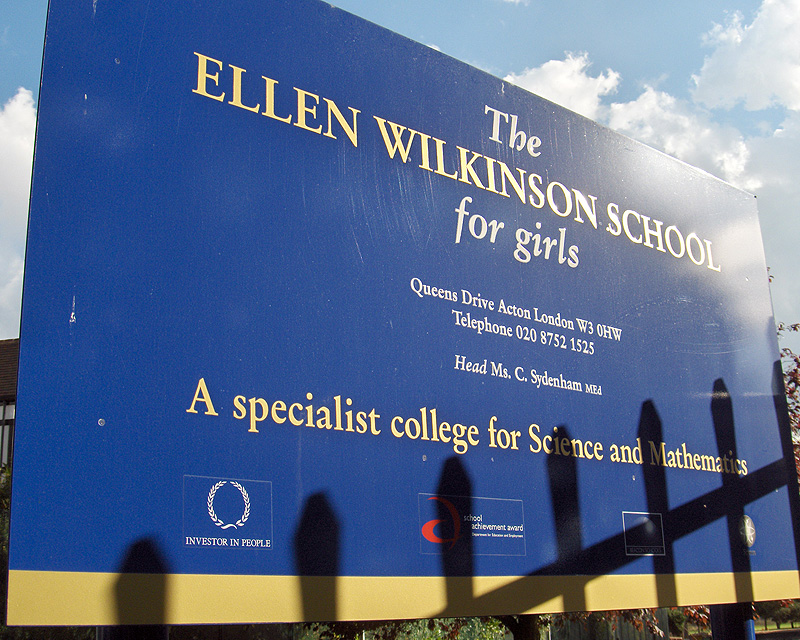
École à Londres portant le nom d'Ellen Wilkinson (2006).

### Ministre de l'Éducation
Les élections du 5 juillet 1945, qui virent Wilkinson conserver son siège, portèrent au pouvoir un gouvernement travailliste, avec Clement Attlee à sa tête. Attlee nomma Wilkinson ministre de l'Éducation. Elle devint ainsi la seconde femme ministre dans l'histoire du pays, après Margaret Bondfield (ministre du Travail de 1929 à 1931). Elle fut chargée notamment de veiller à l'application de la loi sur l'éducation de 1944, introduite par le Conservateur Rab Butler, qui instaurait notamment la gratuité de l'éducation secondaire, jusqu'à 15 ans. Elle tenta de relever cet âge à 16 ans, mais se heurta au refus de ses collègues, qui estimaient que la mesure coûterait trop cher. Elle parvint toutefois à faire adopter la loi School Milk Act en 1946, qui introduisit la distribution gratuite de lait à tous les enfants, y compris dans le secondaire. La BBC estime que sa mise en place efficace d'une éducation secondaire universelle et gratuite, malgré le manque de locaux dans un pays en reconstruction après la guerre et malgré la nécessité de recruter 13 000 nouveaux enseignants, constitue « sa plus grande victoire »,,,. En outre, elle « élargit l'accès à l'université » et « contribua à la mise en place de l'UNESCO ».

## Écrivain
Wilkinson fut l'auteur de deux romans (Clash et The Division Bell Mystery), ainsi que de plusieurs ouvrages d'analyse politique : The Workers' History of the Great Strike, sur la Grande Grève de 1926 (avec Frank Horrabin et Raymond Postgate, 1927) ; Peeps at Politicians (1931) ; The Terror in Germany, dénonçant les crimes des nazis en Allemagne (1933) ; et The Town That Was Murdered, sur l'explosion du chômage à Jarrow (1939).
Son premier roman, Clash, publié en 1929, s'appuya sur ce qu'elle avait vu dans les mines de charbon du Yorkshire pendant la Grève générale. L'intrigue se focalise sur le personnage fictif de Joan Craig, jeune syndicaliste « déchirée entre son dévouement à la cause des travailleurs et son amour romantique pour un homme qui ne partageait pas ses idéaux socialistes ». Le roman explore ainsi la difficulté d'accorder parfois vie privée et vie publique et politique.
Son second roman, The Division Bell Mystery, fut publié en 1932. Il s'agit d'un roman policier, une « énigme en chambre close dont l'intrigue se déroule dans la Chambre des communes ». (Le titre fait référence à la 'cloche de division' (division bell) qui rappelle les députés à la Chambre pour voter.)

## Décès
Ellen Wilkinson décéda le 6 février 1947 au St Mary's Hospital à Londres. Elle était alors ministre en fonction. Elle avait pris une surdose de barbituriques, médicament qu'elle prenait contre l'asthme et la bronchite. Le médecin légiste conclut à une surdose accidentelle. Elle était décédée d'une emphysème accélérée par un empoisonnement barbiturique ayant entraîné une insuffisance cardiaque.